# Colom dels Nilgiri
El colom dels Nilgiri (Columba elphinstonii) és una espècie d'ocell de la família dels colúmbids (Columbidae) que habita els boscos del sud-oest de l'Índia.